# الرجل العنكبوت: صديق أو عدو
الرجل العنكبوت: صديق أو عدو لعبة أكشن-ومغامرات وتغلب على الأعداء عام 2007. تستعير اللعبة شخصيات وتصاميم من ثلاثية الرجل العنكبوت لسام رايمي، مع حبكة ليست لها علاقة بالأفلام. وتتميز باللعب الثنائي المشترك، غذ يتحكم أحد اللاعبين بالرجل العنكبوت والآخر بأحد من حلفائه، يتمحور خط قصة اللعبة حول فانتومز، مخلوقات خطيرة مصنوعة بمزج السيمبيوتس مع تقنية ثلاثية الأبعاد، ويُخطط شرير مجهول لاستعمالهم للسيطرة على العالم. يمسك الشرير العديد من أعداء الرجل-العنكبوت ويغسل أدمغتهم لمساعدته في الحصول على شظايا النيزك من أجل تقوية جيشه. بعدما يجند من قبل شيلد، يجري الرجل-العنكبوت رحلات حول الكرة الأرضية لاسترجاع هذه الشظايا بنفسه وتجنيد المزيد من الحلفاء من أجل قضيته.
تبعاً لتقرير الشركة، الرجل العنكبوت: صديق أو عدو هي تجربة فريدة من نوعها من ثلاثية الأفلام. تعيد اللعبة تفسير اللحظات والقتالات في الأفلام مع حيل فكاهية. يشكل اللاعبون فريقًا مع شخصيات مشهورة من عالم مارفل لقتال الأعداء في قتالات رؤساء ملحمية، والذين بعدها يتغيرون إلى أصحاب حلفاء لمساعدتهم فيما تبقى من رحلتهم. أصدرت اللعبة لمايكروسوفت ويندوز ونينتيندو دي إس وجهاز الوي والإكس بوكس 360 والبلاي ستيشن المحمول في أكتوبر 2007. تَلقت بشكل عام آراء مختلطة من النقاد، الذين شعروا أنها لا ترقى إلى افتراضها ووجدوها متكررة كثيراً وسهلة.
نُشرت الرجل العنكبوت: صديق أو عدو، بالإضافة إلى أكثر الألعاب الأخرى من أكتفيشن التي استعملت صلاحية مارفل، جرى شطبها وإزالتها من كل المتاجر الرقمية في 1 يناير، 2014، تبعاً لانتهاء الصلاحية.  

## اللعب
تسير مثل لعبة ثلاثية الأبعاد كلاسيكية وتغلب على الأعداء على أساس مراحل، الرجل العنكبوت: صديق أو عدو، يدخل فيها الرجل العنكبوت وحلفاؤه عالم المراحل باستخدام حاملة الهليكوبتر، والتي تمثل المركز الرئيسي. يتحكم اللاعب بشكل أساسي بالرجل العنكبوت، ولكن يستطيع التحويل إلى الصاحب الذي يرافقه في أي وقت داخل المرحلة. يكون لدى اللاعب الثاني الخيار للانضمام واللعب بالصاحب الذي يرافقه. كل شخصية لها طريقة قتال مميزة خاصة فيها. يُجند الأصحاب الجدد كلما تقدمنا في القصة، ويكونون إما أبطالًا أو أشرارًا، الأخير منهم يجب أولاً أن يُهزم في قتال الزعيم. لكن قتالات الزعماء تمثل أن الرجل-العنكبوت الشخصية الوحيدة القابلة للعب فقط وليس شخصية الصاحب المرافق.
يمكن للاعب الحصول على رموز لتطوير المهارات القتالية، ويمكن للازدياد في القوات أن تعزز اللاعب بشكل مؤقت، ويمكن لتجميعات الحمض النووي هيلكس فتح محتوى إضافي، مثل وصف للشخصيات ومفهوم للرسم. بالإضافة لذلك، يعثر اللاعب على غرف سرية على مدار المراحل، والتي بمجرد إخلائها من الأعداء، يمكن استعمالها كساحة قتال في وضع اللعب الثنائي.
يمكن تطوير كل الشخصيات من خلال شجرة التكنولوجيا. الرجل العنكبوت نفسه لديه أغلى التطويرات لمهاراته القتالية، مع ثلاثة أنماط مختلفة كلياً من الشبكة القابلة للتغيير التي يمكن فتحها واستخدامها (خط الشبكة وإطلاق الشبكة والشبكة الصاعقة). كل من الشخصيات لها حركة خاصة يمكن فتحها. يمكن للرجل العنكبوت وحلفائه تنفيذ ضربات البطل التي تمحو موجات من الأعداء بشكل كامل. كل ضربة بطل مختلفة تعتمد على الحليف المستعمل، لكن التأثير نفسه. يمكن أن تنفذ ضربات البطل فقط من أنفاق الرموز التي يمكن العثور عليها في العالم أو شرائها من متجر التطوير.

## الحبكة
يظهر مشهد افتتاح اللعبة الرجل العنكبوت يقاتل الغول الأخضر والدكتور الأخطبوط ورجل الرمل وفينوم، بمساعدة من الغول الجديد. بعد هزيمة الأعداء، يهجم عليهم عدد من مخلوقات تشبه السيمبيوت. قبل أن يحصلوا على فرصة لقتالهم، يُنقل الأشرار والغول الجديد بعيداً بوساطة قوة مجهولة. بينما يُنقذ الرجل العنكبوت من قبل شيلد ويصعد على متن حاملة الهليكوبتر. هناك، يقابل المسؤول نيك فيوري، والذي يشرح أن المخلوقات التي هاجمتهم تسمى فانتومز (صورة رمزية ثلاثية الأبعاد دائمة لوحوش عدوانية بتقنية النانو)، وهم مزيج بين السيمبيوتس وتقنية ثلاثية الأبعاد. يُكشف أن النيزك الذي جلب فينوم السمبيوت إلى الأرض تكسر إلى شظايا عديدة داخل الغلاف الجوي للكوكب، وهبطت على مناطق متعددة حول العالم. بتقرير ما، يتمكن شخص بالفعل من استرجاع بعض من الشظايا واستخدامهم لصنع الفانتومز، لذلك الرجل العنكبوت مكلف باسترجاع ما تبقى من الشظايا قبل أن يقعوا في الأيدي الخاطئة.  
يُعطى الرجل العنكبوت بعض عملاء شيلد لمساعدته في مهمته، بدءًا من المندفع وسيبر الفضي. في طوكيو، يلتقي قاذف الشباك بالقطة السوداء، والتي ترسلها شيلد من قَبل للتحقيق، ويقنعها الرجل العنكبوت بالانضمام إلى القوات. يعثر هو أيضاً على الدكتور الأخطبوط في مختبره السري، والذي يحاول إعادة صنع تجربة مزج القوة، والغول الأخضر في برج أُسكورب، والذي بالفعل يسترجع شظية النيزك. بما أن كلا الشريرين كانا تحت سيطرة صانع الفانتومز، يحاولان الانتقام، والانضمام كرهاً إلى القوات مع الرجل العنكبوت بعد هزيمتهم وتحريرهم من سيطرة العقل. على جزيرة تانكاروا، ينقذ الرجل العنكبوت عميلًا آخر لشيلد، القبضة الحديدية من الفانتومز، ويهزم العقرب ووحيد القرن المتحكم بعقولهم، يقوم باسترجاع شظية النيزك، بينما يحاول إقناعهما بالانضمام إلى فريقه. في القاهرة، الرجل العنكبوت يلتقي بالسحلية (مُثِل هنا عدوًا للبطل)، ويُنقذهُ أيضاً، ويهزم رجل الرمل ممسوح الذاكرة، والذي يعطي شظية النيزك خاصته ويوافق على الانضمام إلى القوات. في ترانسلفينيا، يعثر الرجل العنكبوت على الشفرة ويقاتل الفانتومز بينما يصطاد شيئاً وينقذه. لاحقاً يكتشف أن المخلوق الذي كان يصطاده كان فينوم متحكم بعقله، والذي يقوم بهزيمته، بينما كان يسترجع شظية النيزك خاصته. بعد ذلك، يتذكر فينوم أن الشخص الذي غسل دماغه كان لديه رأس على شكل فقاعة، ويجنده في الفريق، على الرغم من كون الرجل العنكبوت غير متحمس جداً للفكرة.